# پژووز نورسکی
پژووز نورسکی (به لهستانی:  Przewóz Nurski) یک روستا در لهستان است که در گمینا تسرانوو واقع شده‌است.